# MR 41 (核弾頭)
MR 41はフランスが開発した核弾頭。フランス海軍の潜水艦発射弾道ミサイルM1及びM2に搭載されていた。ブースト型核分裂兵器であり、1963年から開発が開始された。高濃縮ウランのほか、重水素及び三重水素を用いている。1971年にかけては開発試験のため、核実験が行われている。
1969年から生産され、1971年から備蓄配備が開始された。35発が生産されており、1972年からミサイル搭載潜水艦への配備が行われている。
後継となるM20ミサイルおよびTN 60核弾頭の配備は1977年から始まり、1979年までに更新し、TR 41は退役した。